# هنري هانكوك
هنري هانكوك (بالإنجليزية: Henry Hancock)‏ هو سياسي أمريكي، ولد في 11 أبريل 1822، وتوفي في 9 يناير 1883. انتخب عضو جمعية ولاية كاليفورنيا.